# Ann Blyth
Ann Marie Blyth (Mount Kisco, Nova York, 16 d'agost de 1928) és una actriu i cantant estatunidenca. És coneguda per haver interpretat en el drama Thunder on the Hill de Douglas Sirk amb Claudette Colbert, la pel·lícula d'aventures històriques The World in His Arms de Raoul Walsh amb Gregory Peck, i la biografia de l'actriu Helen Morgan The Helen Morgan Story de Michael Curtiz, al costat de Paul Newman.

## Biografia[1][2]
Ann Blyth interpreta el seu primer paper a Broadway a  Watch on the Rhine  el 1941 i 1942. Després signa un contracte amb la Universal abans de passar a la Warner Bros.. El seu personatge de filla ingrata de Joan Crawford en la pel·lícula Mildred Pierce  li suposa ser nominada a l'Oscar a la millor actriu secundària (als disset anys).
Descoberta pel cinema negre pels mestres del gènere (Michael Curtiz, Jules Dassin, Roy Rowland), roda sobretot comèdies, de vegades musicals (dirigides per Mervyn LeRoy o Vincente Minnelli si s'escau), amb companys tan brillants com William Powell, Bing Crosby, David Niven o Robert Montgomery, i pel·lícules d'aventures, sovint històrics, sobretot amb Robert Taylor i Stewart Granger, arbitrant la trobada entre els dos espadatxins. En el cinema de suspens, troba Charles Boyer, Robert Mitchum, Tyrone Power, i en l'adaptació literària Fredric March.

### Televisió
Ann Blyth va cap a la televisió amb Un lloc al sol adaptació de Theodore Dreiser, dirigida per Buzz Kulik al costat de Raymond Burr i Pat Crowley, el 1954. Hi torna per a Suspected  el 1959, davant de June Allyson.
Blyth apareix després regularment en sèries: La Gran Caravana (5 episodis), La Quarta Dimensió (episodi  La Reina del Nil  on interpreta una estrella del cinema que conserva l'eterna joventut), Switch, Quincy i finalment Arabesc, el seu últim paper el 1985.

## Filmografia[4]

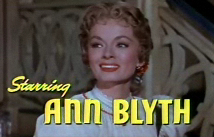
Ann Blynt a The Student Prince

- 1944: Chip Off the Old Block de Charles Lamont amb Donald O'Connor: Glory Marlow III
- 1944: The Merry Monahans de Charles Lamont amb Donald O'Connor: Sheila DeRoyce
- 1944: Babes on Swing Street: Carol Curtis
- 1944: Bowery to Broadway de Charles Lamont amb Maria Montez, Jack Oakie: Bessie Jo Kirby
- 1945: Mildred Pierce: Veda Pierce Forrester
- 1946: Swell Guy de Frank Tuttle coescrita per Richard Brooks: Marian Tyler
- 1947: Brute Force: Ruth
- 1947: Killer McCoy de Roy Rowland amb Mickey Rooney, Brian Donlevy: Sheila Carrson
- 1948: A Woman's Vengeance de Zoltan Korda, escrita per Aldous Huxley, amb Charles Boyer, Jessica Tandy: Doris
- 1948: Another Part of the Forest de Michael Gordon, "preqüela" de The Little Foxes de Lillian Hellman, amb Fredric March, Dan Duryea i Edmond O'Brien: Regina Hubbard
- 1948: Mr. Peabody and the Mermaid comèdia d'Irving Pichel amb un guió de Nunnally Johnson, amb William Powell: Lenore the Mermaid
- 1949: Red Canyon de George Sherman adaptació de Zane Grey, amb Howard Duff, George Brent: Lucy Bostel
- 1949: Top o' the Morning comèdia romàntica de David Miller amb Bing Crosby: Conn McNaughton
- 1949: Once More, My Darling comèdia de i amb Robert Montgomery: Marita Connell
- 1949: Free for All comèdia amb Robert Cummings: Ann Abbott
- 1950: Our Very Own de David Miller amb Farley Granger, Joan Evans, Ann Dvorak, Natalie Wood: Gail Macaulay
- 1951: Katie Did It comèdia de Frederick De Cordova amb Mark Stevens, Cecil Kellaway: Katherine Standish
- 1951: The Great Caruso: Dorothy Benjamin
- 1951: Thunder on the Hill: Valerie Carns
- 1951: The Golden Horde de George Sherman (enfrontada a Genguis Kan): Príncesa Shalimar
- 1951: I'll never forget you de Roy Ward Baker amb Tyrone Power, Michael Rennie: Helen Pettigrew / Martha Forsyth
- 1952: Sally and Saint Anne comèdia de Rudolph Maté amb Edmund Gwenn, John McIntire: Sally O'Moyne
- 1952: Corea, hora zero (One Minute to Zero) de Tay Garnett amb Robert Mitchum: Mrs. Landa Day / Narrador
- 1952: The World in His Arms: Comtessa Marina Selanova
- 1953: Tots els germans eren valents (All the Brothers Were Valiant): Priscilla 'Pris' Holt
- 1954: Rose-Marie film musical de Mervyn LeRoy amb Fernando Lamas, Howard Keel: Rose Marie Lemaitre
- 1954: The Student Prince: Kathie
- 1955: The King's Thief de Robert Z. Leonard amb Edmund Purdom, David Niven: Lady Mary
- 1955: Kismet: Marsinah
- 1956: Slander film negre de Roy Rowland amb Van Johnson, Steve Cochran: Connie Martin
- 1957: The Buster Keaton Story Biografia de Buster Keaton per Sidney Sheldon amb Donald O'Connor, Rhonda Fleming: Gloria
- 1957: The Helen Morgan Story: Helen Morgan
- 1960: The Citadel adaptació d'A.J. Cronin (TV): Christine

## Premis i nominacions
Nominacions
- 1946: Oscar a la millor actriu secundària per Mildred Pierce